# Eduard Kreutzer
Eduard Louis Kreutzer (* 20. Februar 1844 in Düsseldorf; † 26. Dezember 1916 in Wiesbaden) war ein deutscher Landschaftsmaler der Düsseldorfer Schule sowie Kunstpädagoge und Farblehrer.

## Leben
Kreutzer besuchte von 1857 bis 1859 die Vorschule der Kunstakademie Düsseldorf bei Andreas Müller und Rudolf Wiegmann. In den Jahren 1859 bis 1865 studierte er Malerei an der Düsseldorfer Akademie bei Josef Wintergerst, Oswald Achenbach, Carl Müller, Eduard Bendemann, Carl Ferdinand Sohn, Joseph von Keller, Carl Irmer und Heinrich Mücke. Er unternahm Studienreisen nach Italien.
Bis 1875 wohnte er als Maler in Düsseldorf. Im Schuljahr 1873/1874 war er Zeichenlehrer am Gymnasium Düren, ab Herbst 1876 am Gymnasium und am Realgymnasium in Wiesbaden.
Kreutzer war Mitglied im Deutschen Künstlerbund und beschickte unter anderem die Leipziger Jahresausstellungen. Rezipiert wurde er ab 1894 als Autor umfassender, anwenderorientierter Schriften über Farbenlehre, welche etwa den Maler und Kunstpädagogen Adolf Hölzel beeinflussten. Seinen „Farben-Ordner“ (englisch: „Color Harmonizer“) ließ er im Deutschen Reich und in den Vereinigten Staaten patentieren.

## Veröffentlichungen
- Farben-Ordner. Patentierte Farbentafel zur Zusammenstellung harmonisch wirkender Farben. Für alle Zweige der Kunst, der Industrie und der Gewerbe, bei welchen die Farbe in Betracht kommt. Praktisches Hülfsmittel zum bequemen Auffinden und Bestimmen aller schönen Farbzusammenstellungen, harmonischen Kontraste und Nüancenharmonieen und Farbenpaaren, Trios und Doppelpaaren in satten, gebrochenen Tönen und Schattierungen. Rud. Bechtold & Comp., Wiesbaden 1898 (Erstausgabe 1894).
- Der praktische Farben-Dekorateur. Über Dekoration, Ausstaffierung und Drapierung von Schaufenstern, Ausstellungsräumen und Flächen mit farbigen Stoffen aller Art nach den Gesetzen der Farbenharmonie. Verlag von Paul Neff, Esslingen am Neckar 1908 (zweite, neubearbeitete Auflage; Erstausgabe im Verlag Lützenkirchen & Bröcking, Wiesbaden 1896).